# Temple protestant de Liège-Marcellis
Le temple protestant de Liège-Marcellis est un édifice religieux situé quai Marcellis à Liège, ville en Belgique wallonne. La paroisse est membre de l'Église protestante unie de Belgique. 

## Histoire
À la Renaissance, la Réforme protestante est marquée par la Liégeoise Idelette de Bure, qui épouse le réformateur Jean Calvin en 1530.
En 1817, le pasteur et aumônier militaire H. L. Hoffman établit un consistoire protestant à Liège, reconnu le 19 février 1817 par le Commissaire général de l'Église protestante de Bruxelles. Les cultes ont lieu dans plusieurs salles de la ville, et à partir d'avril 1821 dans une chapelle du couvent des Ursulines de Liège, rue Hors-château. Le 19 juillet 1824, un arrêté royal reconnait la communauté comme la paroisse à Liège de l'Église réformée néerlandaise, Église officielle du royaume uni des Pays-Bas. Le culte est alors célébré alternativement en français et en néerlandais. L'industriel belgo-britannique John Cockerill est membre du consistoire et soutient l'école par ses dons.
Après la révolution belge de 1830 et la signature à Londres du traité des XXIV articles en 1839, la Belgique catholique (issue des Pays-Bas espagnols) se sépare des Pays-Bas protestants (issue des Provinces-Unies). Le premier roi de Belgique Léopold Ier est pourtant protestant, célèbre le culte à la chapelle royale et protège la minorité protestante de son nouveau royaume,. 
De 1832 à 1842, le pasteur est Auguste Richard, originaire d'Alsace. Le 23 avril 1839, sous son impulsion, est réuni à Bruxelles le premier synode de l’Église évangélique protestante de Belgique.
De 1891 à 1938 le pasteur est Arnold Rey, franco-suisse descendant de réfugiés Huguenots. Ce pasteur protestant libéral s'engage dans l'aumônerie des prisons, au comité de la clinique protestante Bethscda et au sein de la ligue antialcoolique. Il enseigne les cours de religion dans les écoles de l’État. En 1904, il co-fonde la Société d'histoire du protestantisme Belge. Il est trésorier puis président du synode de l’Église évangélique protestante de Belgique. Son fils Jean Rey, né et mort à Liège, est président de la Commission européenne de 1967 à 1970.
En 1896 a lieu le service funèbre du ministre Walthère Frère-Orban. Des services ont lieu en français et en allemand jusqu'à la Première Guerre mondiale. En 1925, le vieux temple de la rue hors-château, vétuste, est démoli. Un nouvel édifice, quai Marcellis, est inauguré le 22 novembre 1932. En 1938 a lieu le service funèbre d'Ernest Mahaim, président du Bureau international du travail.

## Architecture
Le temple, construit sur les plans de l'architecte français Georges Appia, est un édifice sobre en brique rouge et en béton, de style industriel. Un porche-écran à trois baies en plein cintre permet d'aménager une cour intérieure. Le clocher présente une grande horloge et l'inscription en lettres capitales « Église protestante 1817-1932 ». Le plan au sol général suit une forme basilicale traditionnelle en croix latine, à trois vaisseaux et six travées, avec la table de communion sur laquelle repose une Bible ouverte, et la chaire dans l'axe de la nef. L'ensemble est éclairé par des vitraux Art déco.

## Annexe